# Pennsylvania osztály
A Pennsylvania osztály amerikai csatahajó osztály, melyet az első világháború elején kezdtek el építeni és közvetlenül az ország hadba lépése előtt álltak szolgálatba. A hajóosztály végül összesen két hajóegységből állt, a névadó USS Pennsylvania és a USS Arizona alkotta. Az USA második „mindent vagy semmit” páncélzatú csatahajó osztálya és az államok legújabb csatahajói lettek, melyekkel az a háborúba lépett.
Az előd, Nevada osztály bizonyította az USA fejlett dreadnought technológiáját, a Pennsylvania osztály pedig folytatva ezt, kicsit tovább is fejlesztve azt – köztük a két újabb 14-hüvelykes hajóágyúval és a tovább erősített vízalatti védelemmel – mutatta, hogy az ország meghatározó szerepet kíván betölteni a világ haditengerészetei között. Az osztály a második volt a sztenderd típusú csatahajók sorában - ez a típus öt, egymást követő szuper-dreadnought osztályt foglalt magában, úgymint az előd Nevada és az utód New Mexico, Tennessee és Colorado osztályok.
Aktív szolgálatuk alatt, 1916 nyarától-őszétől az osztály egységei nem mutattak jelentős teljesítményt a háborúban, mivel az Egyesült Királyságban a tüzelőolajból hiány mutatkozott, ezért csak a széntüzelésű amerikai csatahajók lettek erősítésül küldve a Battleship Division Nine kötelékében (összesen hat egység). Később mindkét hajó átszelte az Atlanti-óceánt Franciaországba, a párizsi békeszerződések idejére, majd ezt követően a Csendes-óceáni flottához csatlakoztak, majd 1929 és 1931 között mindkettő jelentősebb átépítésen és modernizáláson esett át. Az átépítés során új, sokkal nagyobb méretű parancsnoki tornyot, a rácsszerkezetes árbocok helyett teherbíróbb, háromlábú árbocokat, jóval nagyobb, háromszintes árbockosarakat kaptak, páncélzatukat jelentősen megerősítették, másodlagos fegyverzetüket pedig egy fedélzettel feljebb telepítették át, teljesen új légvédelmi fegyverzetet kaptak. A két háború közötti időszakban mindkét hajóegység gyakorlatokon vett részt és részesei voltak az ún. Fleet problem nevű évenként megrendezett nagyarányú haditengerészeti hadijátékoknak is. Mindkét hajó szenvedő alanya volt a Pearl Harbor elleni japán támadásnak, tagjai voltak a csatahajósor nevű kikötői képződménynek. Az Arizona egy erőteljes lőszertári robbanást követően elsüllyedt, a Pennsylavia azonban szárazdokkban volt, kisebb sérüléseket szenvedett el. az 1942. október–1943. február között másodszor is átépítették, páncélzatát ismét megerősítették, parancsnoki tornyát és előárbocát átalakították, főárbocát leszerelték, teljesen új, nyolc kétágyús lövegtoronyba épített másodlagos fegyverzetet kapott, légvédelmi tüzérségét megerősítették, valamint megkapta a legkorszerűbb tűzvezető és kommunikációs eszközöket. A Pennsy ezt követően tengeri tűztámogatást nyújtott a legtöbb csendes-óceáni partraszálláshoz. Ezek közül a legjelentősebb az 1944 októberi Surigao-szorosban lezajlott ütközet, mely során a hat amerikai csatahajó éjszaka, látótávolságon kívül küzdötte le a japán hadihajókat, köztük a Fuszó és a Jamasiró csatahajókat radarvezérlésű tűzvezető rendszereikkel. A Pennsylvania súlyos sérüléseket szenvedett egy japán torpedótól 1945. augusztus 12-én, a harccselekmények beszüntetését megelőző napon. Minimális javítások után a Bikini szigetek melletti nukleáris gyakorlaton is részt vett (Crossroads hadművelet), majd azt követően, 1948. február 10-én célhajóként elsüllyesztették a Kwajalein-atollnál.

## Galéria

### USS Pennsylvania (BB-38)

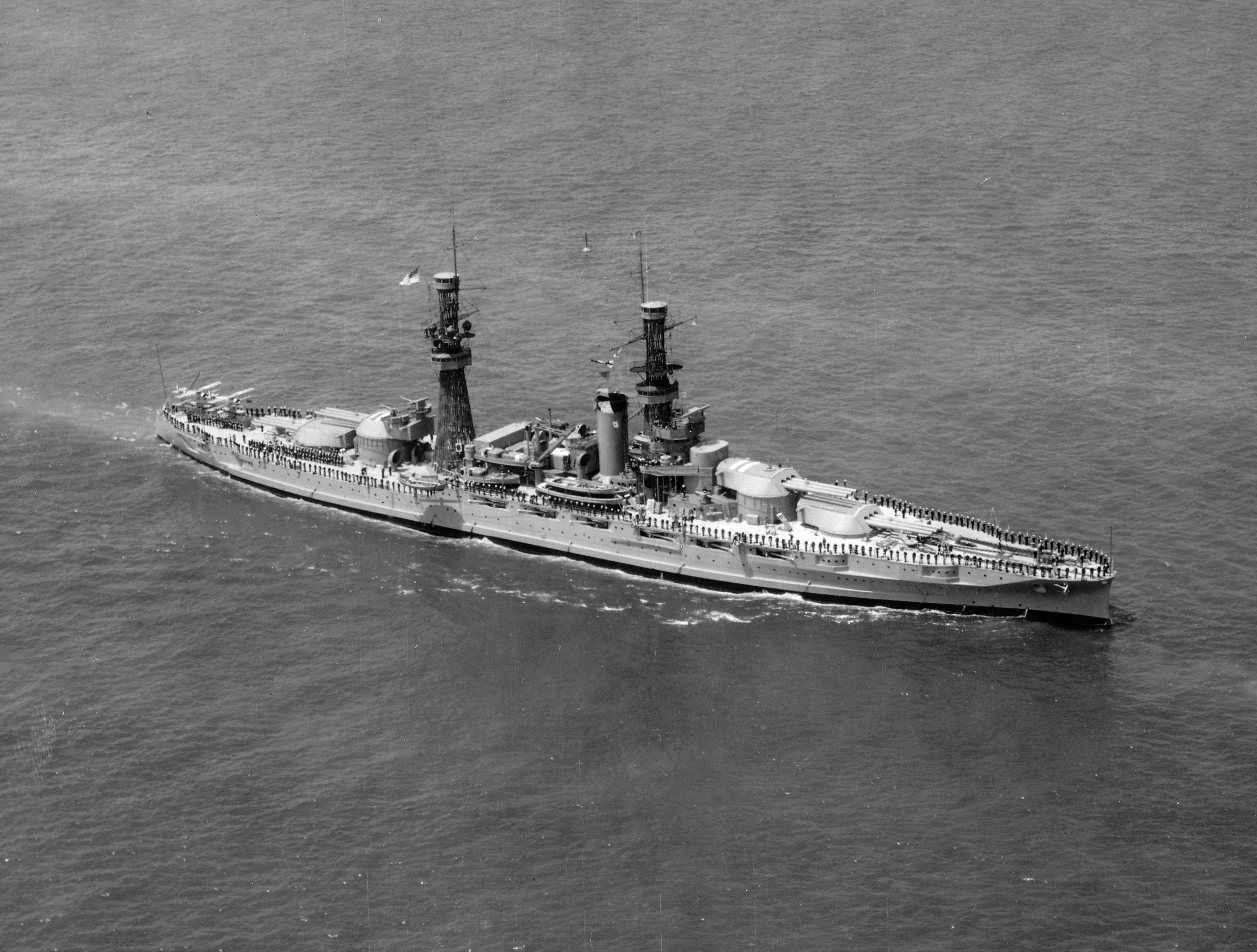
A USS Pennsylvania csatahajó eredeti kialakításában, rácsszerkezetes árbocokkal az 1927-es flottaszemlén.
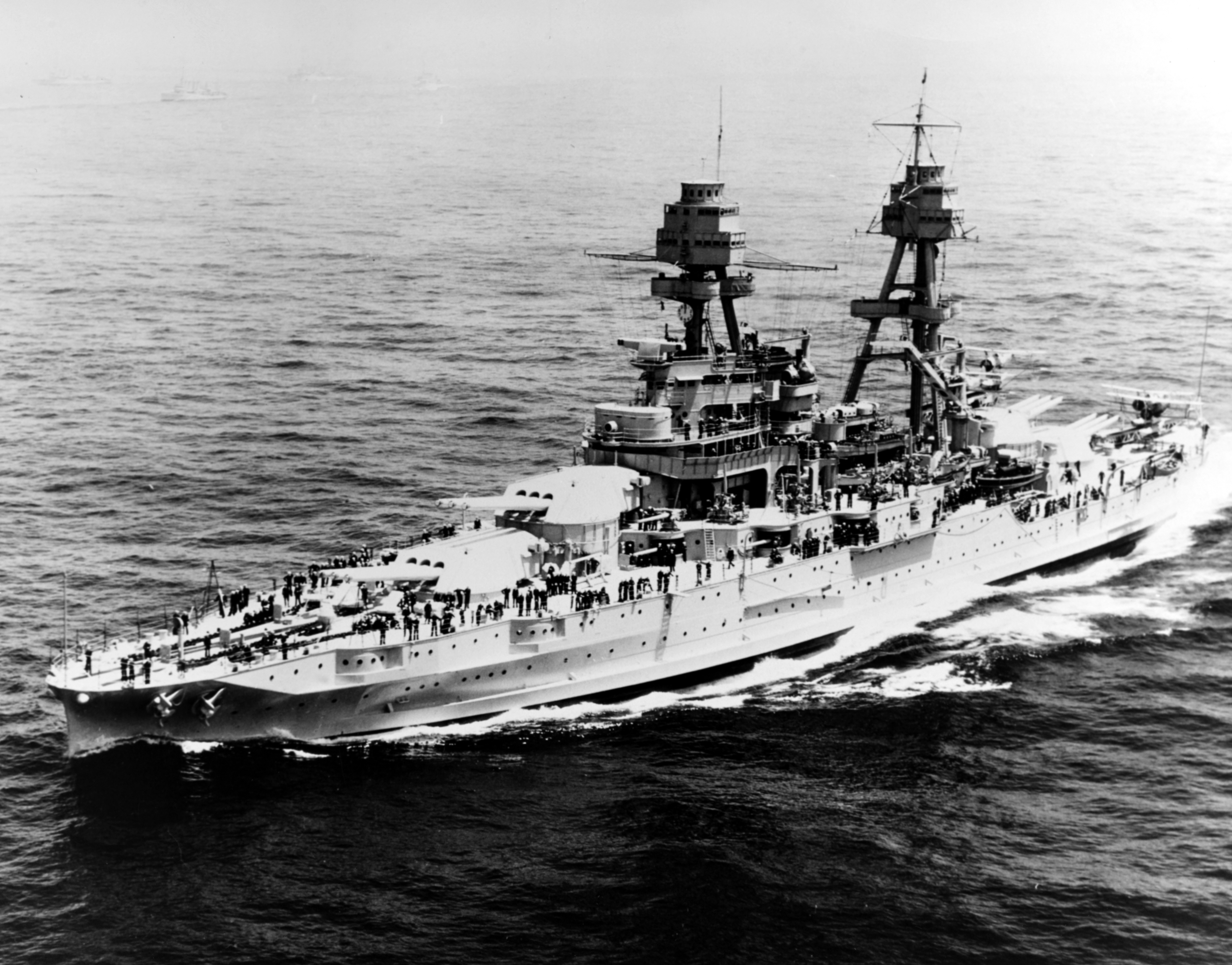
A USS Pennsylvania csatahajó első átépítését követően, 1931 után.
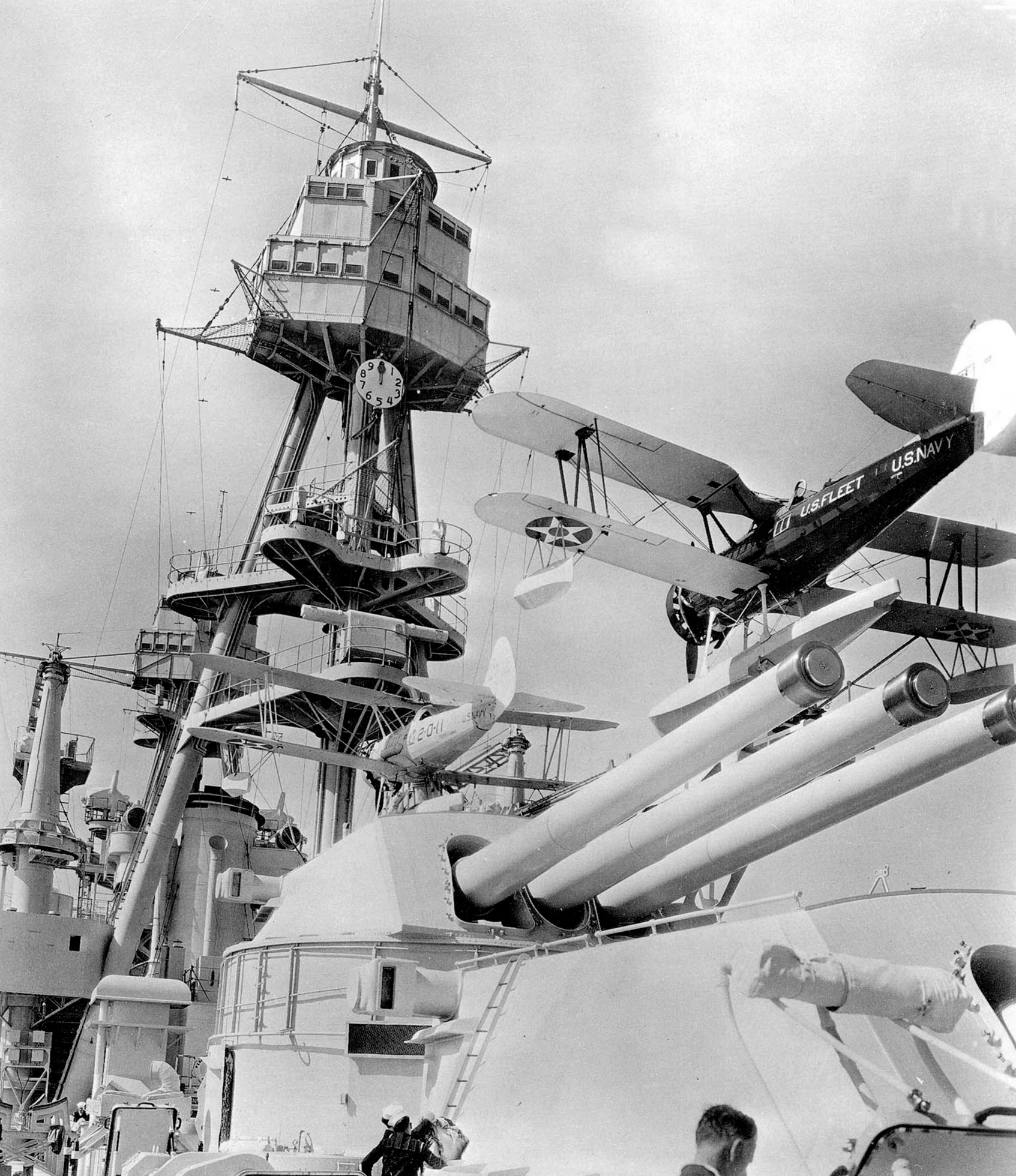
A USS Pennsylvania háromlábú főárboca, hátsó lövegtornyai, illetve ezek egyikén katapultberendezés és O3U-3 hidroplán, 1935-ben.
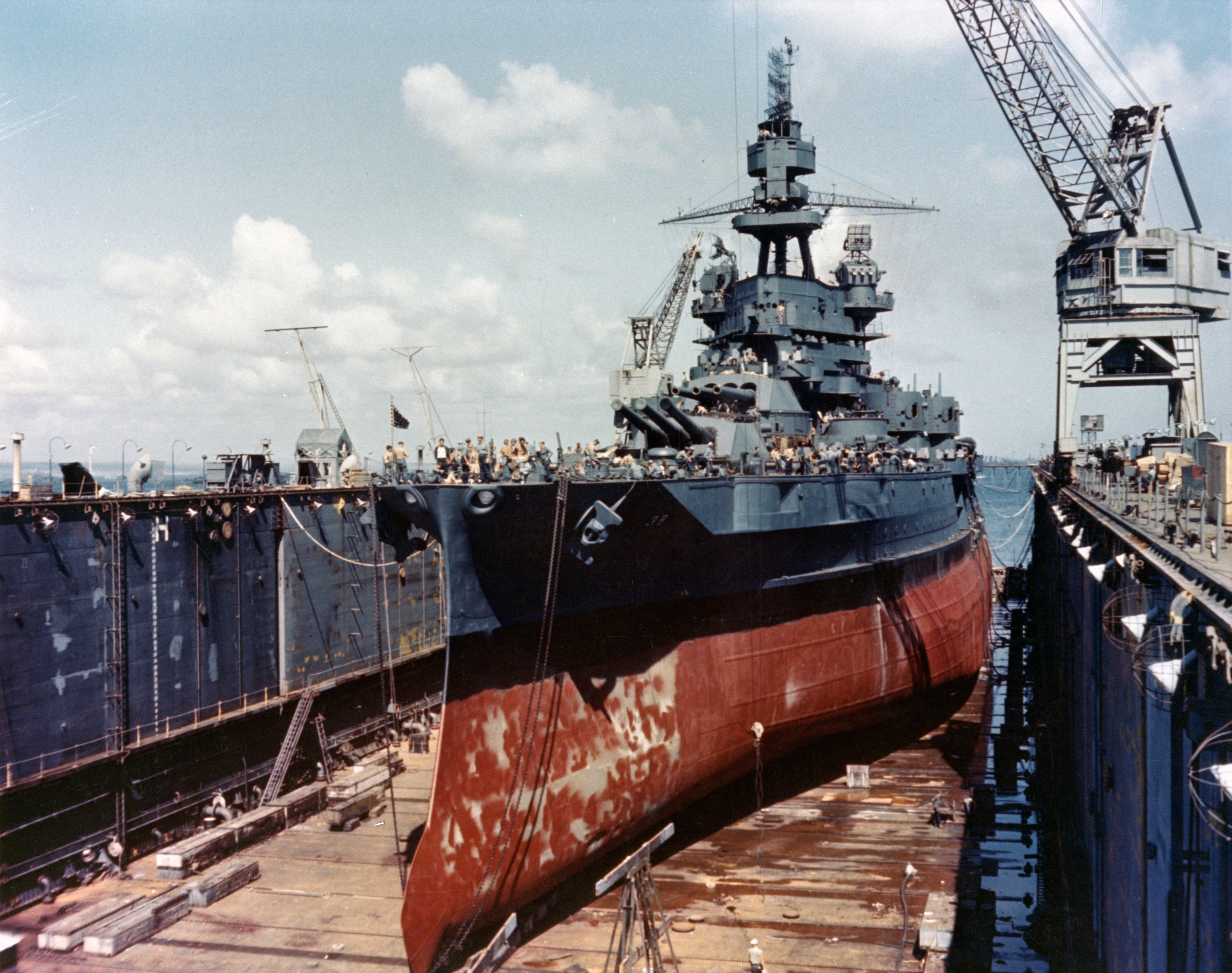
A USS Pennsylvania csatahajó második átépítését követően.
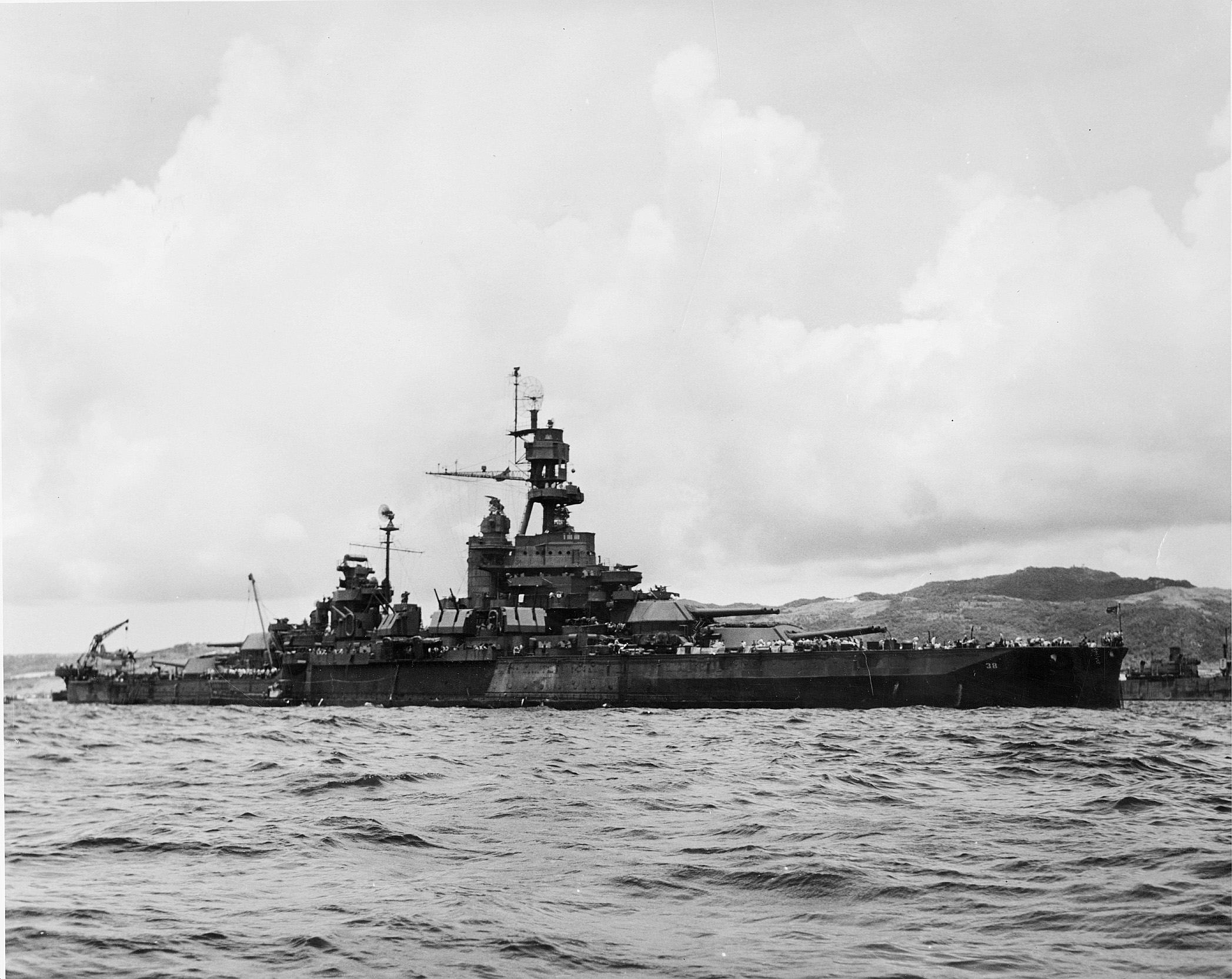
A USS Pennsylvania csatahajó második átépítését követően, 1945-ben.
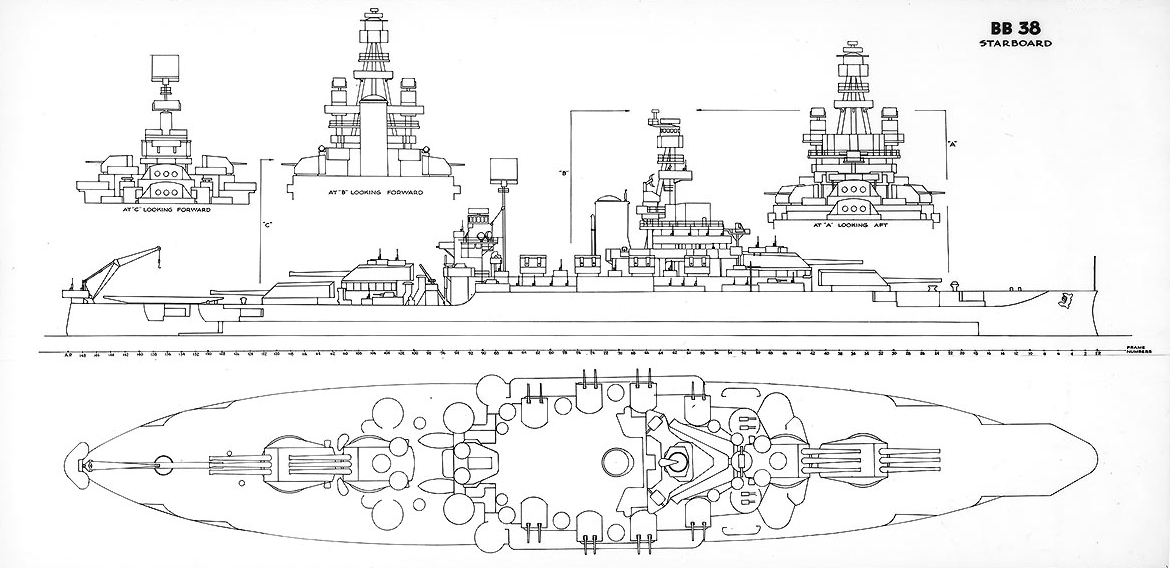
Az USS Pennsylvania csatahajó jellegrajza második átépítését követően.

### USS Arizona (BB-39)

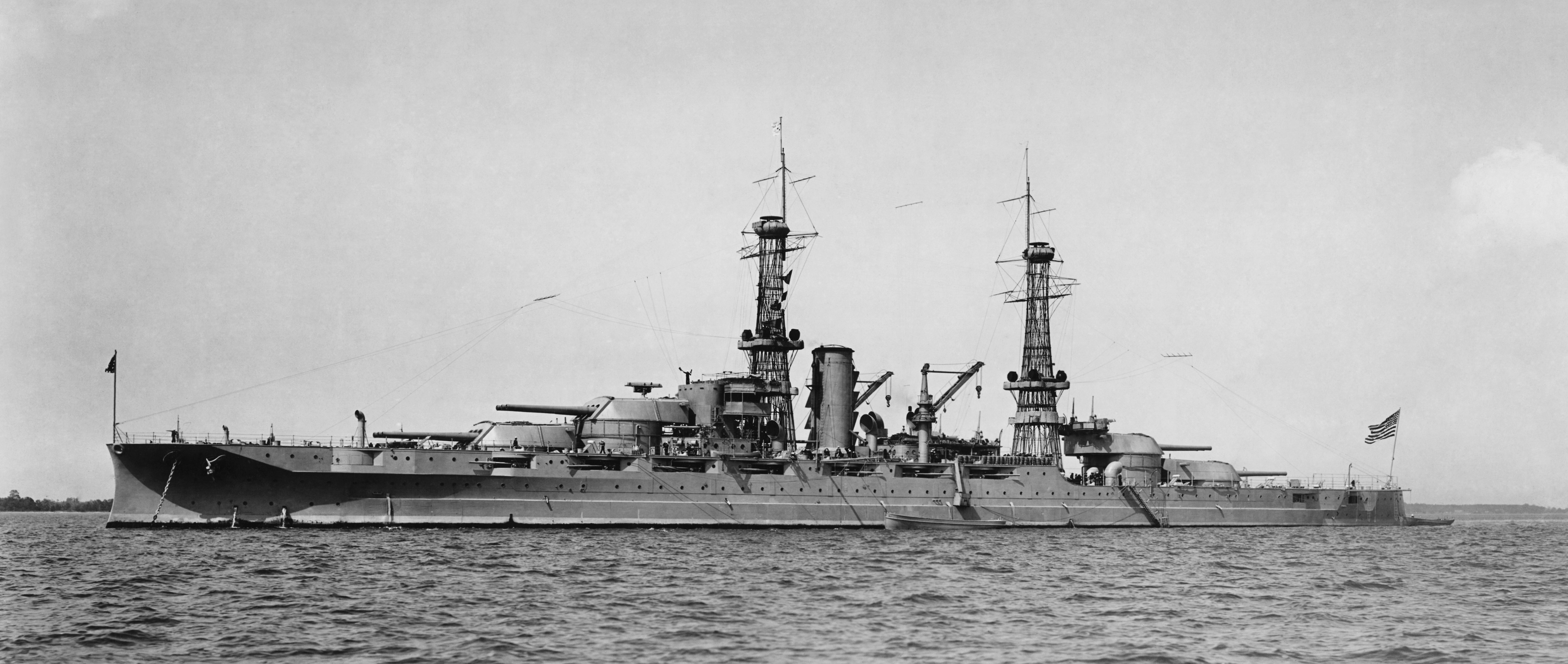
A USS Arizona csatahajó eredeti kialakításában, rácsszerkezetes árbocokkal 1917-1929 között.
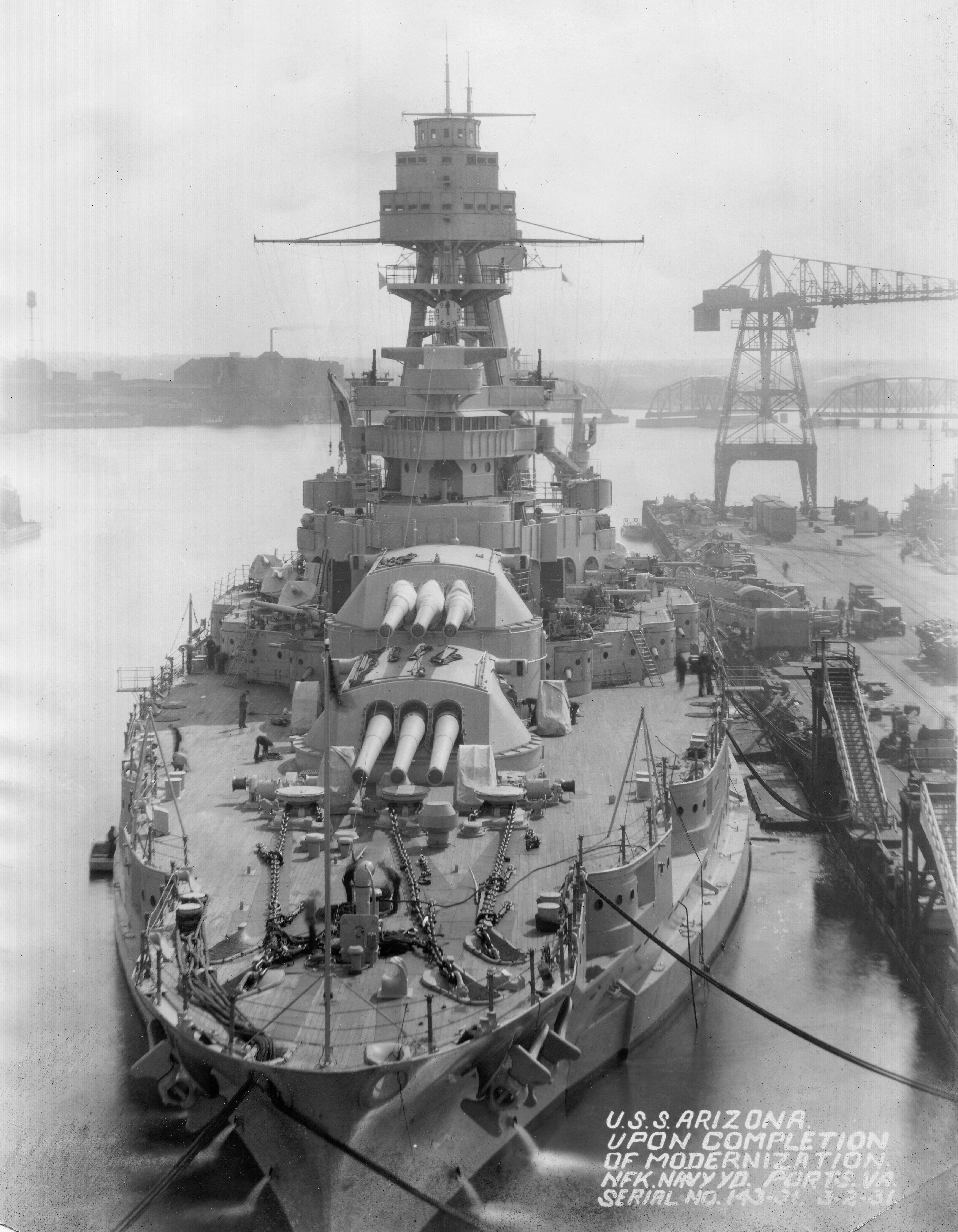
USS Arizona átépítés befejeztekor, a hajógyárban, 1931-ben.
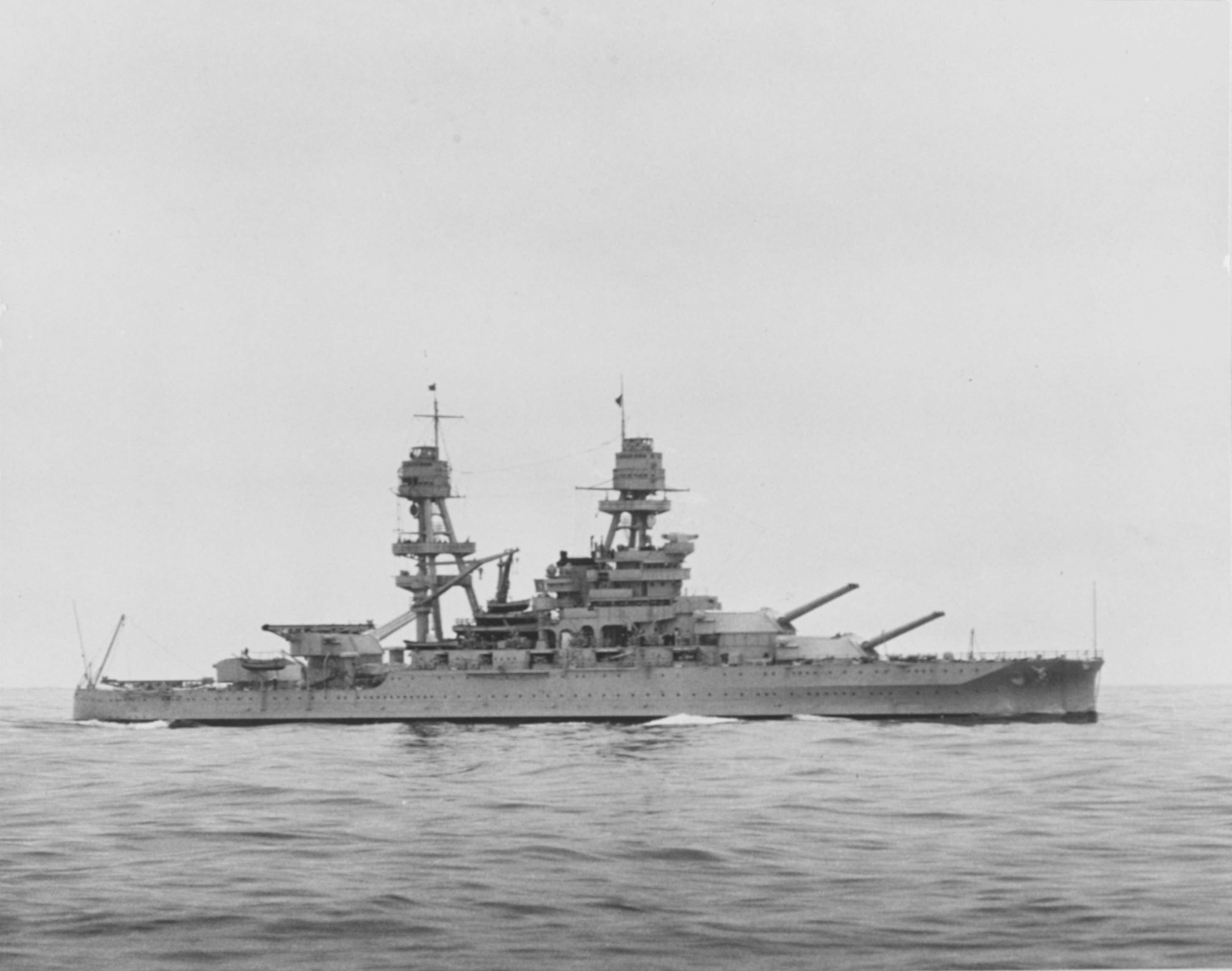
A USS Arizona csatahajó átépítését követően, az 1930-as években.
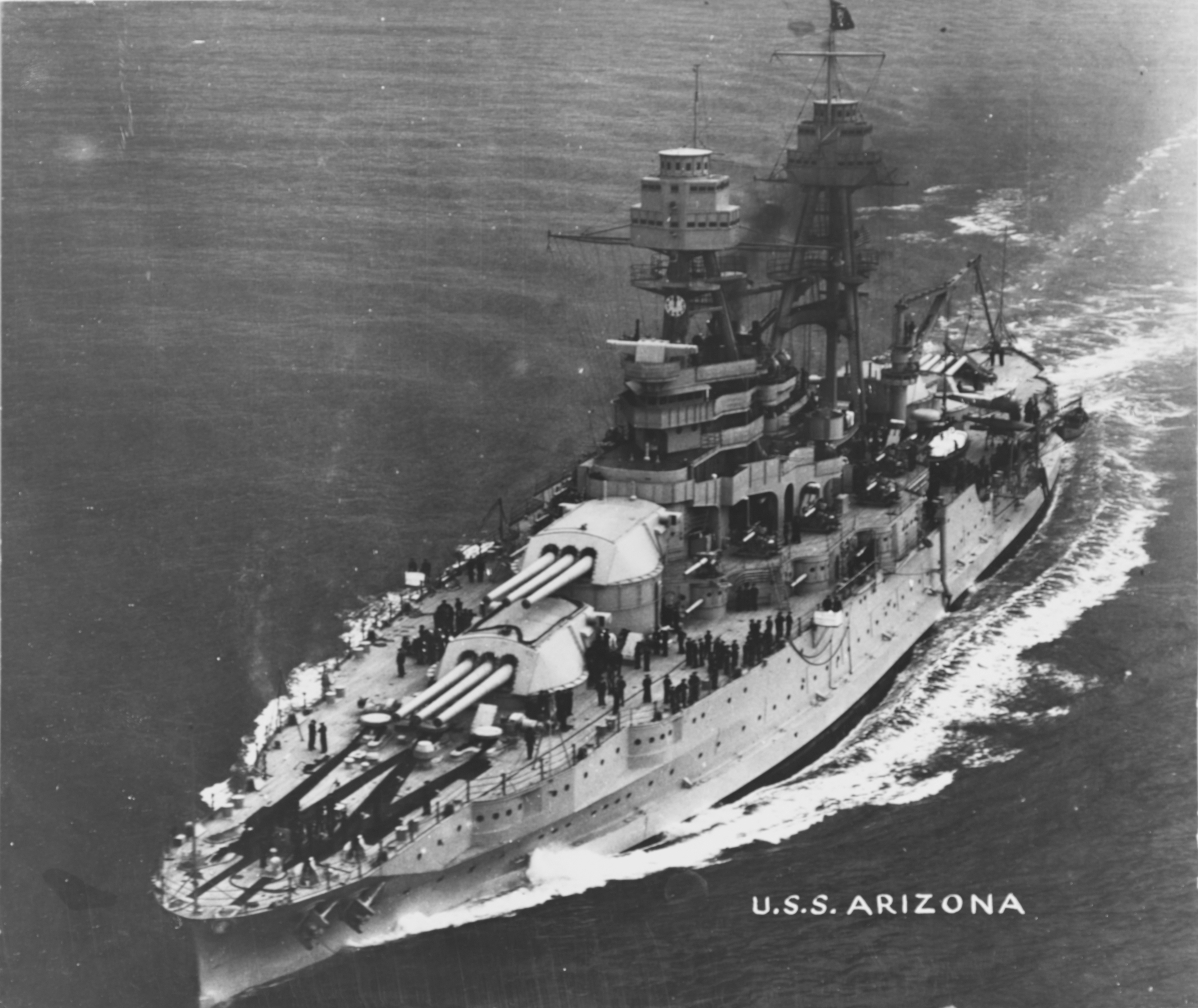
A USS Arizona átépítése után, 1931-ben.
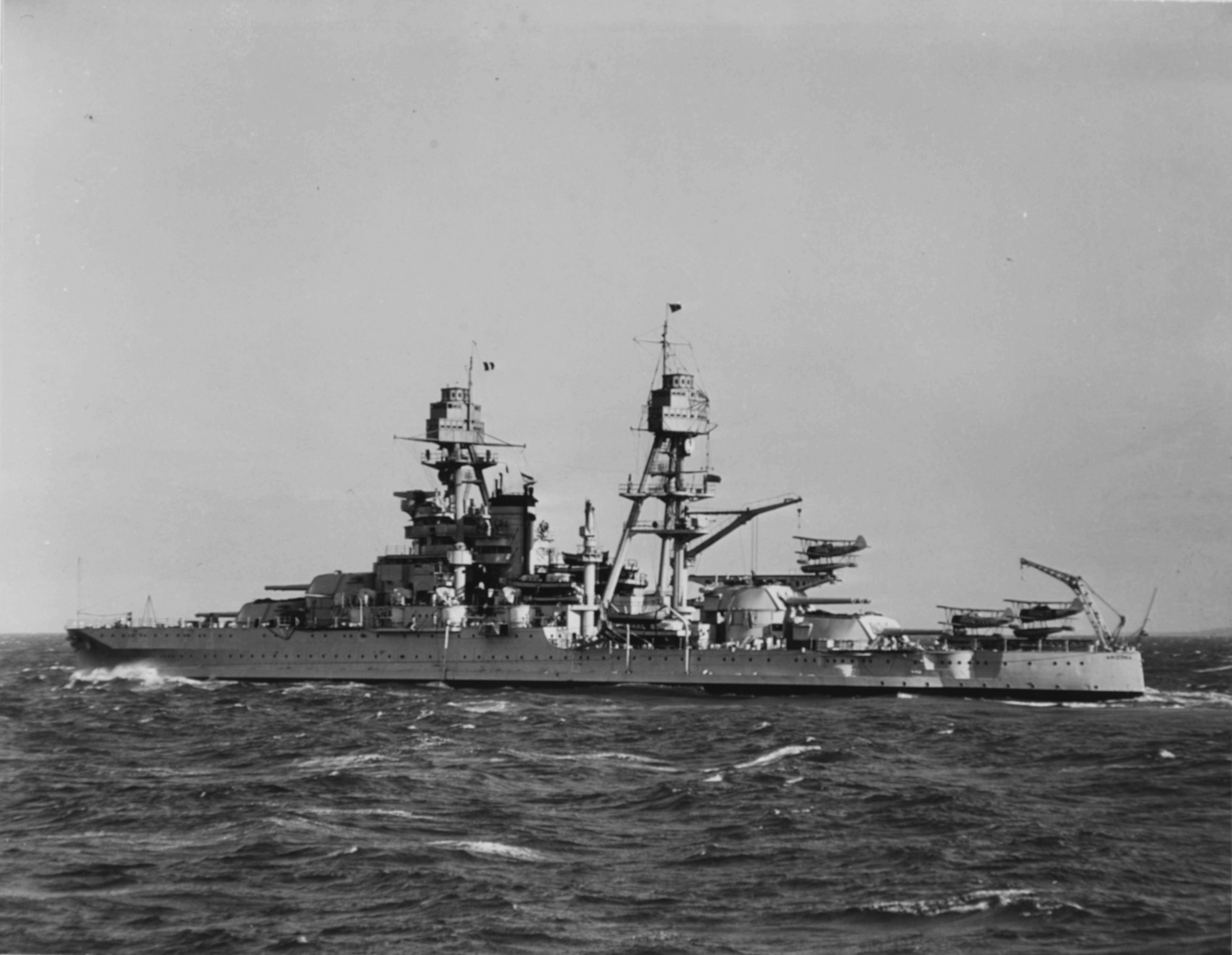
A USS Arizona csatahajó átépítését követően, az 1930-as években.

## Fordítás
- Ez a szócikk részben vagy egészben  a   Pennsylvania-class battleship című angol Wikipédia-szócikk ezen változatának fordításán alapul.  Az eredeti cikk szerkesztőit annak laptörténete sorolja fel. Ez a jelzés csupán a megfogalmazás eredetét és a szerzői jogokat jelzi, nem szolgál a cikkben szereplő információk forrásmegjelöléseként.